# Antoine Préget
Antoine Préget (ur. 5 grudnia 1972 w Sète) – francuski piłkarz występujący na pozycji pomocnika. Karierę zakończył w 2004 roku.
Préget karierę rozpoczął w Nîmes Olympique, gdzie spędził 3 sezony. W 1997 roku przeniósł się do LB Châteauroux, ale już rok później był zawodnikiem Toulouse FC. Latem 1999 przebywał na testach w angielskim Southampton F.C. Kontraktu z tym klubem nie podpisał, lecz ze szkockim Raith Rovers. Jednak jeszcze tego samego roku przeszedł do Dundee United. W obu szkockich klubach występował niewiele, dlatego postanowił odejść do greckiego Panioniosu. Do Francji powrócił w 2001, podpisując kontrakt z AS Cannes. Karierę zakończył w 2004 roku, w czwartoligowym US Marseille Endoume.